# Luis Bermúdez de Castro
Luis Bermúdez de Castro y Tomás (Madrid, 19 de octubre de 1864 - Madrid, 19 de mayo de 1957) fue un militar y político español, hermano del también general Cristino Bermúdez de Castro.

## Biografía
Miembro de una familia de la hidalguía gallega. En 1878 se matriculó en la Academia Militar, y con el grado de alférez participó en la campaña de Cuba. Posteriormente, estuvo destinado cinco años en África. En 1913 fue nombrado coronel de infantería. En 1918 fue destinado a Madrid, como coronel. En 1919 fue designado general, destinado a Oviedo, como gobernador militar, logrando que la administración central adquiriese la quinta del Rubín para cuartel de ingenieros y el seminario para cuartel de infantería, el cuartel Pelayo, en 1920. En 1921 sufrió un atentado por parte de un joven desequilibrado en el centro de Oviedo. Gentilhombre de cámara con ejercicio al servicio de su majestad Alfonso XIII desde 1912. 
Al implantarse el Directorio militar del general Miguel Primo de Rivera se encargó de los asuntos del extinto Ministerio de la Guerra hasta julio de 1924. Fue también comandante general de Ceuta y gobernador militar de otras provincias. Fue representante de España en las jornadas del I Centenario de la Independencia de las Repúblicas Americanas. Fue autor de numerosos escritos militares en revistas especializadas, como Ejército. Fue director de El Imparcial. Tenía calle dedicada en Oviedo. 
Tras la Guerra Civil, en la que combatió en el bando sublevado, fue ascendido a teniente general y fue designado director del Museo del Ejército y presidente del patronato de las Ruinas del Alcázar de Toledo.

## Condecoraciones y distinciones
- Gran Cruz de San Hermenegildo
- Gran Cruz del Mérito Naval
- Gran Cruz del Mérito Militar
- Gran Cruz de Cristo
- Gran Cruz de San Benito Avís
- Gran Cruz del Sol, concedida por la República del Perú
- Gran Cruz del Mérito, concedida por la República de Chile
- General efectivo del ejército peruano
- Mariscal honorífico de los ejércitos sudamericanos

## Obras
- Bobes o el León de los Llanos, biografía de José Tomás Boves
- La infantería en campaña
- Milicia en humor
- Arte de buen mandar español
- Generales románticos
- Condecoraciones españolas
- Catálogo del Museo del Ejército

| Predecesor: Antonio López Muñoz | Ministro de Guerra de España 15 de septiembre de 1923-4 de julio de 1924 | Sucesor: Juan O'Donnell |